# عشق در اولین نگاه (ترانه کایلی مینوگ)
«عشق در اولین نگاه» تک‌آهنگی از هنرمند اهل استرالیا کایلی مینوگ است که در ۱۰ ژوئن ۲۰۰۲ منتشر شد. این تک‌آهنگ در آلبوم تب قرار داشت.
این تک‌آهنگ در چارت‌های کانادا، ایتالیا، اسکاتلند، ایرلند، استرالیا، اسپانیا، دانمارک، نیوزلند جزو ده ترانه اول قرار گرفت.